# Bergeronnette du Cap
Motacilla capensis
Espèce
Statut de conservation UICN

 LC  : Préoccupation mineure
La Bergeronnette du Cap (Motacilla capensis) est une espèce d'oiseaux de la famille des Motacillidae.

## Habitat et répartition

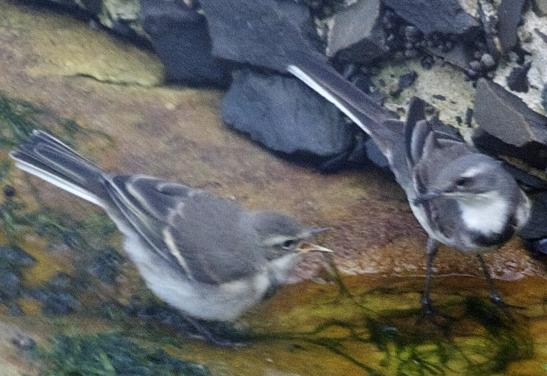
Une mère avec son petit.

Son aire s'étend sur le miombo, l'Afrique australe, le Rwenzori et l'ouest du Kenya.

## Mensurations
Elle mesure 17 - 20 cm pour 17 - 25 g.

## Alimentation
Elle se nourrit d'insectes, de mouches (diptères et chironomidés), de moustiques et de leur larve.

## Sous-espèces
- Motacilla capensis capensis Linnaeus, 1766
- Motacilla capensis wellsi Ogilvie-Grant, 1911
- Motacilla capensis simplicissima Neumann, 1929